# Badis khwae
Badis khwae es una especie de pez del género Badis, familia Badidae. Fue descrita científicamente por Kullander & Britz en 2002.
Se distribuye por Tailandia. La longitud estándar (SL) es de 2,9 centímetros. Habita en riachuelos, arroyos y manantiales. Puede alcanzar los 2 metros de profundidad.
Está clasificada como una especie marina inofensiva para el ser humano.